# A Bill of Divorcement (film, 1940)
Pour les articles homonymes, voir A Bill of Divorcement.
Pour plus de détails, voir Fiche technique et Distribution.
A Bill of Divorcement, également connu sous le nom de Never to Love, est un film dramatique américain réalisé par John Farrow et sorti en 1940. Le scénario du film est adapté de la pièce britannique du même nom de 1921, écrite par Clemence Dane et précédemment tournée en 1932 avec John Barrymore et Katharine Hepburn.

## Synopsis
Hilary Fairchild (Adolphe Menjou) rentre chez lui après un long séjour dans un asile d'aliénés. Il a retrouvé la raison, mais découvre que sa fille, Sydney (Maureen O'Hara), a grandi et a un fort caractère envisage de se marier et que sa femme (Fay Bainter) a divorcé.

## Fiche technique
- Titre original : A Bill of Divorcement
- Réalisation : John Farrow
- Scénario : Dalton Trumbo, d'après la pièce A Bill of Divorcement (en) de Clemence Dane
- Photographie : Nicholas Musuraca
- Montage : Harry Marker
- Musique : Roy Webb
- Costumes : Renié
- Pays d'origine : États-Unis
- Langue originale : anglais
- Format : noir et blanc
- Genre : dramatique
- Durée : 74 minutes
- Dates de sortie : 
  - États-Unis : 31 mai 1940

## Distribution
- Maureen O'Hara : Sydney Fairchild
- Adolphe Menjou : Hilary Fairchild
- Fay Bainter : Margaret Fairchild
- Herbert Marshall : Gray Meredith
- Dame May Whitty : Hester Fairchild
- Patric Knowles : John Storm
- C. Aubrey Smith : Dr Alliot
- Ernest Cossart : Rév. Dr Pumphrey
- Kathryn Collier : Basset
- Lauri Beatty : Susan

## Production
Le film est annoncé en novembre 1939 avec les rôles principaux attribués à Adolphe Menjou et Maureen O'Hara. O'Hara venait d'emménager à Hollywood avec Charles Laughton et était apparue dans Quasimodo. Le producteur Robert Sisk et le réalisateur John Farrow avaient déjà réalisé plusieurs de films ensemble, dont le populaire Quels seront les cinq ? (Five Came Back, 1939). 
Le film a été considéré comme un film « A » et est le premier film de Farrow et Sisk chez RKO.
Le tournage a commencé le 2 décembre 1939,.

## Accueil
Le film a enregistré une perte de 104 000 $
 